# Turiec (Slaná)
Der Turiec (ungarisch Turóc) ist ein Fluss in der südlichen Mittelslowakei.
Der Hauptfluss (Západný Turiec – „Westlicher Turiec“) entspringt im Stolica-Gebirge (Stolické vrchy) in der Nähe der Stadt Revúca und nimmt dann seinen Lauf in südöstliche Richtung.
Ab Gemerská Ves vereinigt er sich mit dem parallel nördlich verlaufenden Východný Turiec („Östlicher Turiec“) und mündet dann bei Tornaľa in die Slaná. Seine Länge beträgt ungefähr 50 Kilometer.